# 24 Heures du Mans 1965
Navigation
Édition précédente Édition suivante
Les 24 Heures du Mans 1965 sont la 33e édition de l'épreuve et se déroulent les 19 et 20 juin 1965 sur le circuit de la Sarthe. Cette course est la douzième manche du Championnat du monde des voitures de sport 1965 (WSC - World Sportscar Championship).

## Nombre de pilotes qualifiés pour la course
Au départ de cette trente-troisième édition des 24 Heures du Mans, 102 pilotes sont présents sur la grille.
| 25 Français  | 21 Britanniques | 11 Américains | 11 Italiens      | 9 Allemands     |
| 8 Belges     | 5 Suisses       | 2 Finlandais  | 2 Néerlandais    | 2 Néo-Zélandais |
| 1 Australien | 1 Autrichien    | 1 Irlandais   | 1 Luxembourgeois | 1 Mexicain      |
| 1 Suédois    |                 |               |                  |                 |

## Classement final de la course

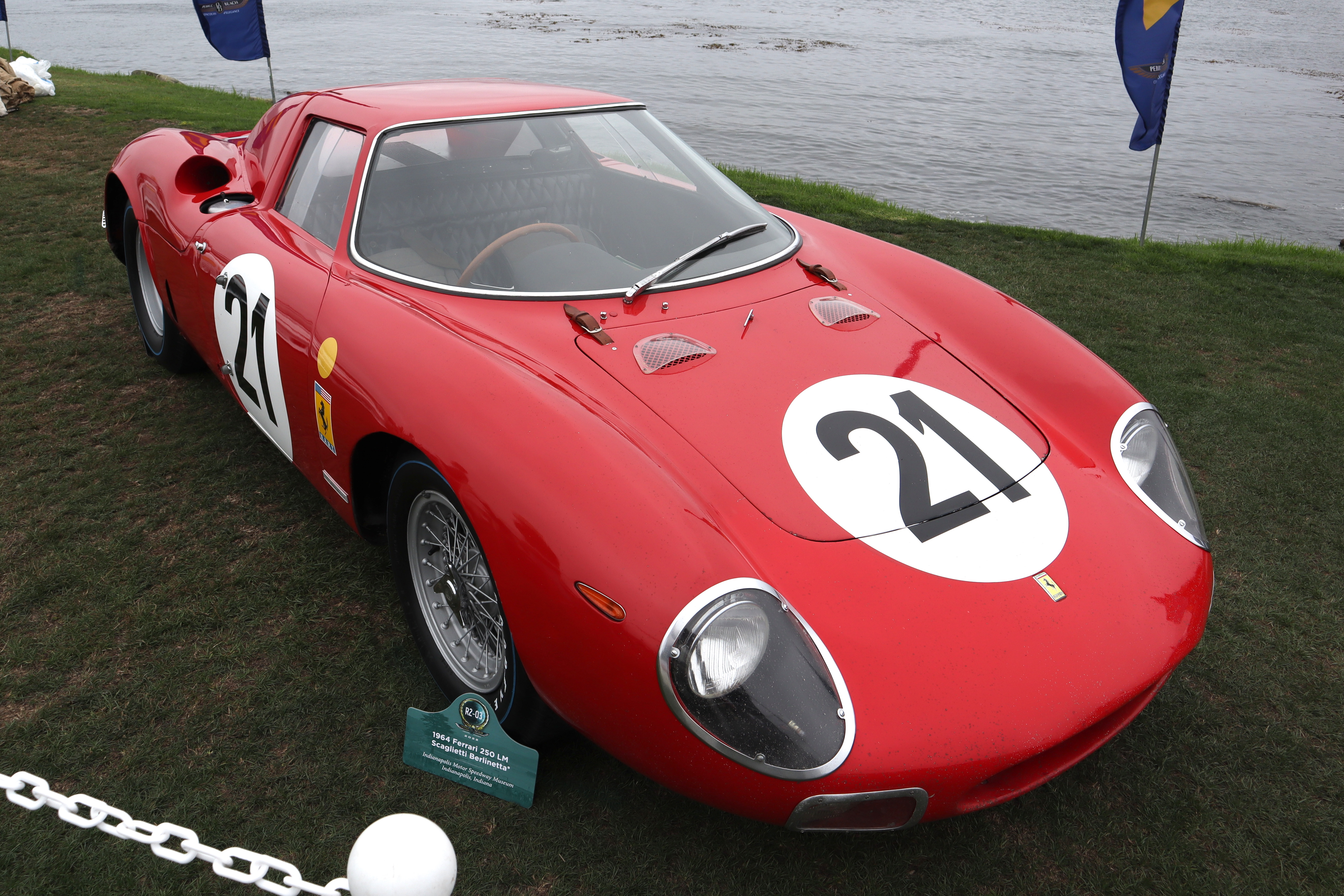
La Ferrari 250 LM, victorieuse de l'édition 1965.

| Pos. | Catégorie | no | Écurie                                         | Pilotes                                 | Châssis                      | Moteur                  | Pneus | Tours |
| ---- | --------- | -- | ---------------------------------------------- | --------------------------------------- | ---------------------------- | ----------------------- | ----- | ----- |
| 1    | P 5.0     | 21 | North American Racing Team                     | Masten Gregory Jochen Rindt             | Ferrari 250 LM               | Ferrari 3.3L V12        | G     | 348   |
| 2    | P 5.0     | 26 | Ecurie Georges Marquet                         | Pierre Dumay Gustave Gosselin           | Ferrari 250 LM               | Ferrari 3.3L V12        | D     | 343   |
| 3    | GT 5.0    | 24 | Écurie Francorchamps                           | Willy Mairesse Jean Blaton              | Ferrari 275 GTB              | Ferrari 3.3L V12        | D     | 340   |
| 4    | P 2.0     | 32 | Porsche System Engineering                     | Herbert Linge Peter Nöcker              | Porsche 904/6                | Porsche 2.0L Flat-6     | D     | 336   |
| 5    | GT 2.0    | 36 | Porsche System Engineering                     | Gerhard Koch Anton Fischhaber           | Porsche 904/4 GTS            | Porsche 2.0L Flat-4     | D     | 325   |
| 6    | P 5.0     | 27 | Scuderia Filipinetti                           | Dieter Spoerry (pl) Armand Boller       | Ferrari 250 LM               | Ferrari 3.3L V12        | G     | 324   |
| 7    | P 5.0     | 18 | North American Racing Team                     | Pedro Rodríguez Nino Vaccarella         | Ferrari 365 P1/P2 Spyder     | Ferrari 4.4L V12        | D     | 320   |
| 8    | GT 5.0    | 11 | AC Cars Ltd.                                   | Jack Sears Dick Thompson                | Shelby Cobra Daytona         | Ford 4.7L V8            | G     | 304   |
| 9    | P +5.0    | 3  | ISO Prototip Bizzarrini                        | Régis Fraissinet Jean de Mortemart      | Iso Grifo A3C                | Chevrolet 5.4L V8       | D     | 303   |
| 10   | P 2.0     | 31 | Owen Racing Organisation                       | Graham Hill Jackie Stewart              | Rover-BRM                    | Rover 2.0L Turbine      | D     | 284   |
| 11   | GT 2.0    | 39 | British Motor Corporation                      | Paddy Hopkirk Andrew Hedges             | MG B Hardtop                 | MG 1.8L I4              | D     | 283   |
| 12   | P 1.3     | 49 | Donald Healey Motor Company                    | Paul Hawkins John Rhodes                | Austin-Healey Sprite Sebring | BMC 1.3L I4             | D     | 278   |
| 13   | GT 1.3    | 60 | Standard Triumph Ltd.                          | Jean-Jacques Thuner (pl) Simo Lampinen  | Triumph Spitfire             | Triumph 1.1L I4         | D     | 274   |
| 14   | GT 1.3    | 54 | Standard Triumph Ltd.                          | Claude Dubois Jean-François Piot        | Triumph Spitfire             | Triumph 1.1L I4         | D     | 263   |
| Abd. | P 5.0     | 20 | SpA Ferrari SEFAC                              | Mike Parkes Jean Guichet                | Ferrari 330 P2 Spyder        | Ferrari 4.0L V12        | D     | 315   |
| Abd. | P 1.3     | 48 | Donald Healey Motor Company                    | Rauno Aaltonen Clive Baker              | Austin-Healey Sprite Sebring | BMC 1.3L I4             | D     | 256   |
| Abd. | P 5.0     | 19 | SpA Ferrari SEFAC                              | John Surtees Ludovico Scarfiotti        | Ferrari 330 P2 Spyder        | Ferrari 4.0L V12        | D     | 225   |
| Abd. | GT 2.0    | 37 | Auguste Veuillet                               | Robert Buchet Ben Pon                   | Porsche 904/4 GTS            | Porsche 2.0L Flat-4     | D     | 224   |
| Abd. | P 5.0     | 22 | SpA Ferrari SEFAC                              | Lorenzo Bandini Giampiero Biscaldi      | Ferrari 275 P2               | Ferrari 3.3L V12        | D     | 221   |
| Abd. | GT 2.0    | 44 | Equipe Grand Ducale Luxembourgeoise            | Nicholas Koob Alain Finkelstein         | Alfa Romeo Giulia TZ/1       | Alfa Romeo 1.6L I4      | D     | 218   |
| Abd. | GT 2.0    | 41 | Autodelta SpA                                  | Roberto Bussinello Jean Rolland         | Alfa Romeo Giulia TZ/2       | Alfa Romeo 1.6L I4      | D     | 217   |
| Abd. | GT 5.0    | 9  | Shelby American Inc.                           | Jerry Grant Dan Gurney                  | Shelby Cobra Daytona         | Ford 4.7L V8            | G     | 204   |
| Abd. | P 2.0     | 35 | Porsche System Engineering                     | Günter Klass Dieter Glemser             | Porsche 904/6                | Porsche 2.0L Flat-6     | D     | 202   |
| Abd. | P 1.3     | 47 | Société Automobiles Alpine                     | Roger de Lageneste Jean Vinatier        | Alpine M64                   | Renault-Gordini 1.3L I4 | D     | 196   |
| Abd. | GT 1.3    | 55 | Société Automobiles Alpine                     | Jacques Cheinisse Jean-Pierre Hanrioud  | Alpine A110 GT4              | Renault-Gordini 1.1L I4 | D     | 196   |
| Abd. | P 1.15    | 61 | Société Automobiles Alpine                     | Pierre Monneret Robert Bouharde         | Alpine M63B                  | Renault-Gordini 1.0L I4 | D     | 187   |
| Abd. | GT 5.0    | 10 | Shelby American Inc.                           | Bob Johnson (de) Tom Payne              | Shelby Cobra Daytona         | Ford 4.7L V8            | G     | 158   |
| Abd. | P 1.15    | 51 | Société Automobiles Alpine                     | Roger Masson (de) Guy Verrier           | Alpine M64                   | Renault-Gordini 1.1L I4 | D     | 148   |
| Abd. | P 5.0     | 25 | Écurie Francorchamps                           | Gerhard Langlois van Ophem Léon Dernier | Ferrari 250 LM               | Ferrari 3.3L V12        | D     | 146   |
| Abd. | GT 2.0    | 38 | « Franc »                                      | Jacques Dewez Jean Kerguen              | Porsche 904/4 GTS            | Porsche 2.0L Flat-4     | D     | 130   |
| Abd. | GT 5.0    | 59 | Scuderia Filipinetti                           | Peter Harper Peter Sutcliffe (de)       | Shelby Cobra Daytona         | Ford 4.7L V8            | G     | 126   |
| Abd. | P 1.15    | 50 | Société Automobiles Alpine                     | Philippe Vidal Peter Revson             | Alpine M64                   | Renault-Gordini 1.1L I4 | D     | 116   |
| Abd. | GT 5.0    | 12 | Ford France S.A.                               | Jo Schlesser Allen Grant                | Shelby Cobra Daytona         | Ford 4.7L V8            | G     | 111   |
| Abd. | P 5.0     | 17 | Maranello Concessionaires Ltd.                 | David Piper Jo Bonnier                  | Ferrari 365 P2               | Ferrari 4.4L V12        | D     | 101   |
| Abd. | P 5.0     | 23 | Maranello Concessionaires Ltd.                 | Lucien Bianchi Michael Salmon           | Ferrari 250 LM               | Ferrari 3.3L V12        | D     | 99    |
| Abd. | P +5.0    | 2  | Shelby-American Inc.                           | Phil Hill Chris Amon                    | Ford GT40 Mk II              | Ford 7.0L V8            | G     | 89    |
| Abd. | GT 5.0    | 14 | Ford Advanced Vehicles / Alan Mann             | John Whitmore Innes Ireland             | Ford GT40 Mk I               | Ford 4.7L V8            | D     | 72    |
| Abd. | GT 1.3    | 52 | Standard Triumph Ltd.                          | David Hobbs Rob Slotemaker              | Triumph Spitfire             | Triumph 1.1L I4         | D     | 71    |
| Abd. | P +5.0    | 1  | Shelby American Inc.                           | Ken Miles Bruce McLaren                 | Ford GT40 Mk II              | Ford 7.0L V8            | G     | 45    |
| Abd. | P 1.3     | 46 | Société Automobiles Alpine                     | Mauro Bianchi Henri Grandsire           | Alpine M65                   | Renault-Gordini 1.3L I4 | D     | 32    |
| Abd. | P +5.0    | 6  | Scuderia Filipinetti Shelby American Inc.      | Herbert Müller Ronnie Bucknum           | Ford GT40 Mk I               | Ford 5.3L V8            | G     | 29    |
| Abd. | P 5.0     | 7  | R.R.C. Walker Racing Team Shelby American Inc. | Bob Bondurant Umberto Maglioli          | Ford GT40 Mk I               | Ford 4.7L V8            | G     | 29    |
| Abd. | P 2.0     | 30 | Anglian Racing Developments                    | Richard Wrottesley Tony Lanfranchi      | Elva GT160                   | BMW 2.0L I4             | G     | 29    |
| Abd. | GT 2.0    | 42 | Autodelta SpA                                  | Giacomo Russi Carlo Zuccoli             | Alfa Romeo Giulia TZ/2       | Alfa Romeo 1.6L I4      | D     | 22    |
| Abd. | P 2.0     | 33 | Porsche System Engineering                     | Colin Davis Gerhard Mitter              | Porsche 904/8                | Porsche 2.0L Flat-8     | D     | 20    |
| Abd. | GT 2.0    | 62 | Christian Poirot                               | Christian Poirot (de) Rolf Stommelen    | Porsche 904/4 GTS            | Porsche 2.0L Flat-4     | D     | 13    |
| Abd. | P 5.0     | 15 | Ford France S.A.                               | Maurice Trintignant Guy Ligier          | Ford GT40 Roadster           | Ford 4.7L V8            | G     | 11    |
| Abd. | GT 1.3    | 53 | Standard Triumph Ltd.                          | Peter Bolton (de) William Bradley       | Triumph Spitfire             | Triumph 1.1L I4         | D     | 6     |
| Abd. | P +5.0    | 8  | J.H. Simone                                    | Jo Siffert Jochen Neerpasch             | Maserati Tipo 65             | Maserati 5.0L V8        | D     | 3     |
| Abd. | P 1.6     | 40 | SpA Dino SEFAC                                 | Giancarlo Baghetti Mario Casoni         | Ferrari Dino 166P            | Dino 1.6L V6            | D     | 2     |
| Abd. | GT 2.0    | 43 | Autodelta SpA                                  | Teodoro Zeccoli José Rosinski           | Alfa Romeo Giulia TZ/2       | Alfa Romeo 1.6L I4      | D     | 1     |

Note :
- Dans la colonne Pneus[2] apparaît l'initiale du fournisseur, il suffit de placer le pointeur au-dessus du modèle pour connaître le manufacturier de pneumatiques.

## Pole position et record du tour
- Pole position :  Phil Hill (no 2, Ford GT40 Mk.II, Shelby-American Inc.) en 3 min 33 s 0 (227,510 km/h)
- Meilleur tour en course :  Phil Hill (no 2, Ford GT40 Mk.II, Shelby-American Inc.)  en 3 min 37 s 5 (222,803 km/h)

## Prix et trophées
- Victoire au classement à l'indice de rendement énergétique :  Porsche System Engineering (no 36, Porsche 904)
- Victoire au classement à l'indice de performance :  Porsche System Engineering (no 32, Porsche 904/6)

## Heures en tête
| no | Voiture        | Écurie                     | Pilotes                          | Heures      | Total     |
| -- | -------------- | -------------------------- | -------------------------------- | ----------- | --------- |
| 1  | Ford Mark II   | Shelby-American Inc.       | Ken Miles Bruce McLaren          | 1re à 2e    | 2 heures  |
| 20 | Ferrari 330 P2 | SpA Ferrari SEFAC          | Mike Parkes Jean Guichet         | 3e 7e à 9e  | 4 heures  |
| 19 | Ferrari 330 P2 | SpA Ferrari SEFAC          | John Surtees Ludovico Scarfiotti | 4e à 6e 10e | 4 heures  |
| 26 | Ferrari 250 LM | Pierre Dumay               | Pierre Dumay Gustave Gosselin    | 11e à 20e   | 10 heures |
| 21 | Ferrari 250 LM | North American Racing Team | Masten Gregory Jochen Rindt      | 21e à 24e   | 4 heures  |

## À noter
- Longueur du circuit : 13,461 km
- Le pilote américain Ed Hugus, inscrit en tant que pilote de réserve sur la voiture victorieuse, affirmera jusqu'à la fin de sa vie avoir piloté pendant deux heures durant la nuit. Il aurait relayé son compatriote Masten Gregory (gêné par le brouillard à cause de ses épaisses lunettes de vue) en raison de l'indisponibilité temporaire de Jochen Rindt. Aucun commissaire n'ayant pris note de ce relais et, aucun témoignage n'étant venu corroborer la version d'Hugus, il ne figure pas au classement officiel de l'épreuve[4]. Il convient de signaler que lorsque le pilote de réserve prenait le volant, l'un des deux titulaires n'avait plus le droit d'effectuer un autre relais. Dans l'hypothèse où Hugus aurait pris un relais, le fait que Rindt et Gregory aient tous les deux repris le volant dans la deuxième moitié de l'épreuve auraient donc dû entraîner la disqualification de l'équipage. Ceci peut expliquer la discrétion de l'équipe quant au relais pris par Hugus.
- Distance parcourue : 4 677,110 km
- Vitesse moyenne : 194,880 km/h
- Écart avec le 2e : 74,510 km
- 280 000 spectateurs